# Soroseris
Soroseris es un género de plantas con flores perteneciente a la familia Asteraceae. Es originario de Asia, en el Tíbet.

## Especies
1. Soroseris erysimoides (Hand.-Mazz.) C.Shih in Acta Phytotax. Sin. 31: 444. 1993
2. Soroseris glomerata (Decne.) Stebbins in Mem. Torrey Bot. Club 19(3): 33. 194
3. Soroseris hookeriana Stebbins in Mem. Torrey Bot. Club 19(3): 45. 1940
4. Soroseris pumila Stebbins in Mem. Torrey Bot. Club 19(3): 38. 1940
5. Soroseris teres C. Shih in Acta Phytotax. Sin. 31: 447. 1993
6. Soroseris umbrella (Franch.) Stebbins in Mem. Torrey Bot. Club 19(3): 33. 1940